# Falkenhütte
Die Falkenhütte (früher Adolf-Sotier-Haus) ist eine Alpenvereinshütte der Sektion Oberland des Deutschen Alpenvereins in 1848 m ü. A. direkt nördlich über dem Spielissjoch (1773 m ü. A.) im Karwendel. Sie ist ein wichtiger Stützpunkt auf dem Nordalpenweg.

## Lage
Das stattliche Schutzhaus befindet sich in der Falkengruppe im Karwendel in Tirol gegenüber den Nordabstürzen der Laliderer Spitze und zwischen Kleinem und Großem Ahornboden. Wegen der Lage und den umfangreichen Tourenmöglichkeiten ist die Hütte für Bergsteiger ein ausgezeichneter Stützpunkt bei mehrtägigen Touren, beispielsweise längeren Karwendeldurchquerungen. Darüber hinaus können auch Tagesgäste die Wegstrecke von der Eng zur Hütte bewältigen und nach einer Rast wieder am selben Tag absteigen. Vorrangig ist die Falkenhütte jedoch ein wichtiger Stützpunkt am Fernwanderweg Via Alpina, der im Karwendel von Scharnitz zum Achensee führt. Im Winter steht ein unverschlossener beheizbarer Raum für Skitourengeher im Nebengebäude zur Verfügung. Allerdings müssen lawinensichere Verhältnisse herrschen, um in der Umgebung der Hütte lohnende Skitouren unternehmen zu können.

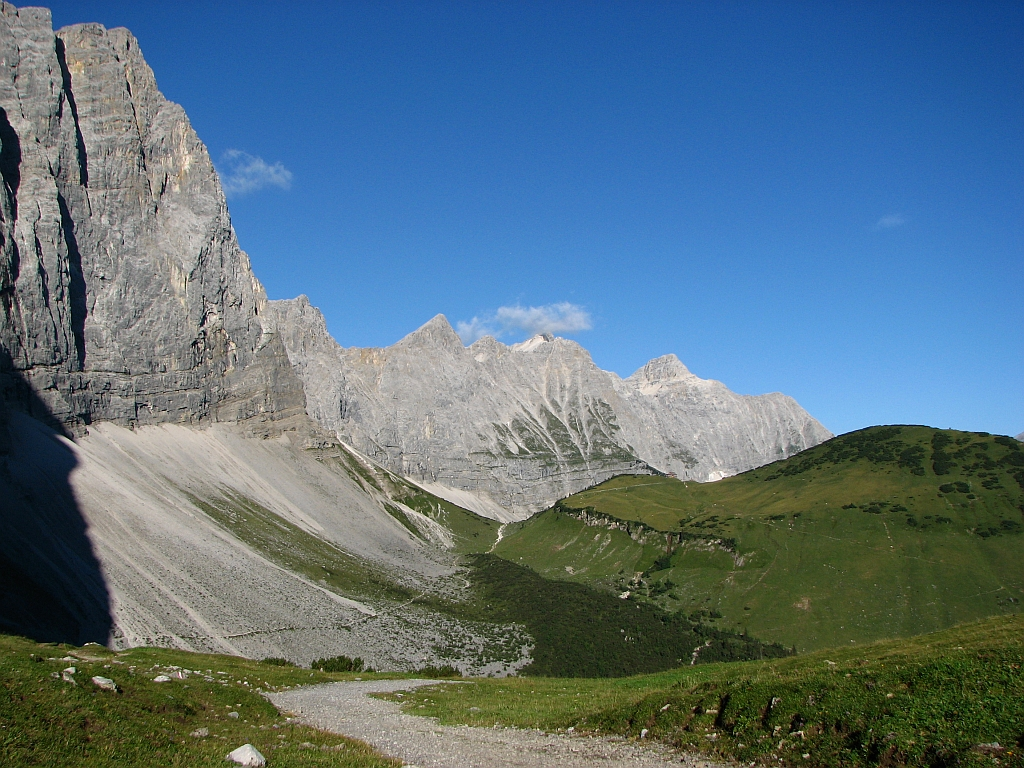
Die Falkenhütte befindet sich nördlich über dem Spielissjoch

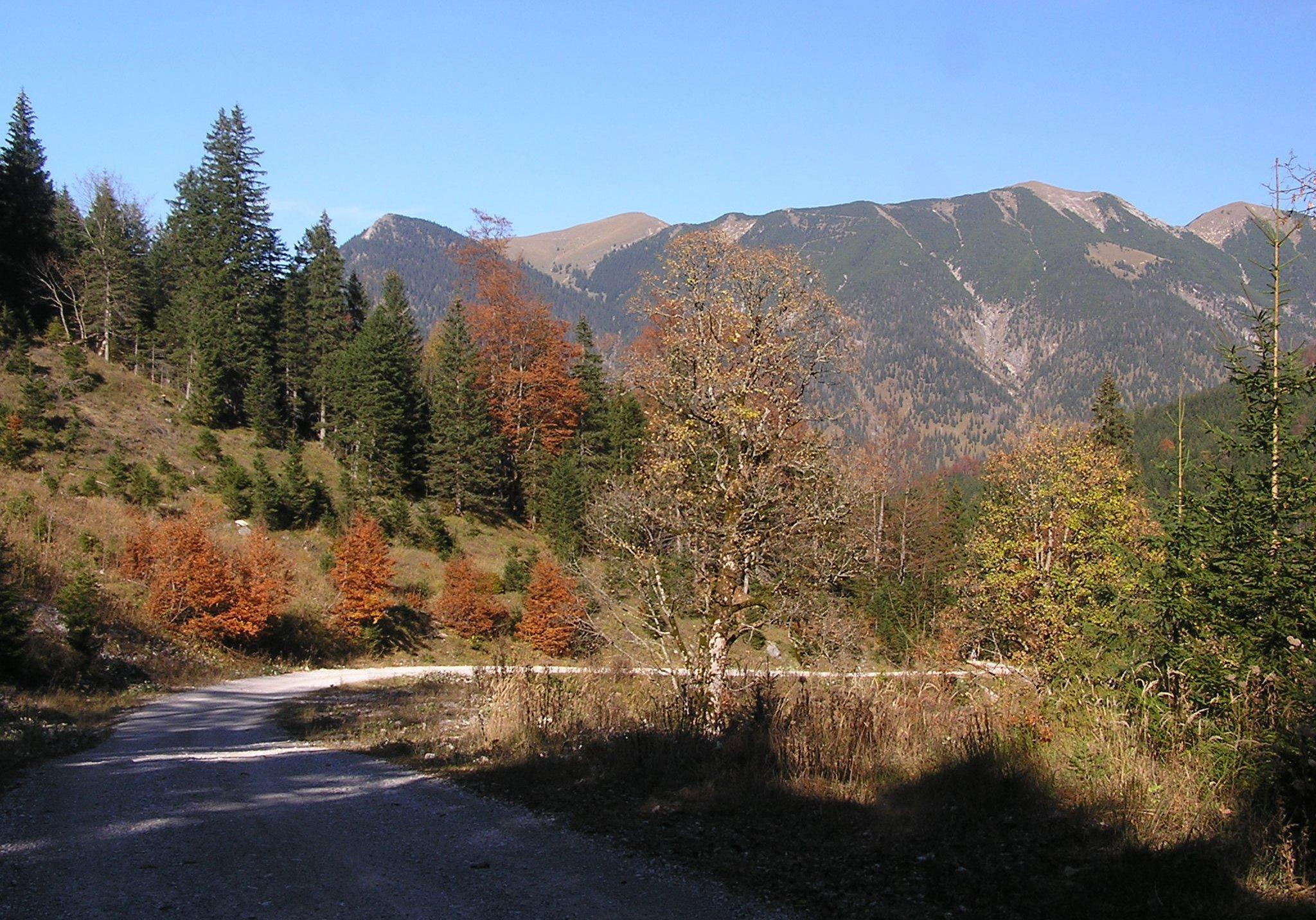
Auf dem Fahrweg zur Hütte im Johannestal

## Geschichte
Bereits 1912 gab es Pläne zum Bau einer Hütte an dieser Stelle, die aber zunächst an Bedenken des Jagdherrn scheiterten. Während des Ersten Weltkrieges ruhten weitere Planungen.
Die Hütte wurde dann von 1921 bis 1923 auf Initiative des Vorsitzenden der Sektion Oberland, Adolf Sotier, erbaut und an Pfingsten 1924 eingeweiht. Sie ist ein zweigeschoßiger verschindelter Holzbau über rechteckigem Grundriss mit einem aus Bruchsteinen gemauerten Sockelgeschoß, ebenerdigem Stubenerker und steilem Satteldach mit Dachhäuschen. An der südwestlichen Traufseite befindet sich, quer zum Haupthaus gestellt, ein dreiachsiger verschindelter Anbau mit Satteldach. An der Südostseite ist eine große Terrasse. Das Innere wird durch einen getäfelten Gang im südwestlichen Hausteil und ein Treppenhaus an der Westseite erschlossen.
Während der Tausend-Mark-Sperre (Juli 1933 bis Juli 1936) gingen die Besucherzahlen aus Deutschland stark zurück. 1958 erhielt Hütte einen Gasanschluss. 1960 wurde die Hütte ausgebaut. 1964 bekam sie ein Stromaggregat und 1970 eine Sprechfunkverbindung. 
Das Hauptgebäude steht seit 2016 unter Denkmalschutz.
Mitte September 2017 stellte die Hütte ihren Betrieb wegen einer Generalsanierung ein, die rund 6,4 Mio. Euro kostete. Dabei entschied man sich für eine Mischung aus alten und neuen Elementen. Das Horst-Wels-Haus benannte Nebengebäude wurde abgerissen und an anderer Stelle neu errichtet.
Am 28. August 2020 wurde die Hütte wiedereröffnet. Im Rahmen der Sanierung wurde sie durch ein sechs Kilometer langes Kabel von der Alpe Eng an das öffentliche Stromnetz angeschlossen; der Strom braucht nicht mehr mit Dieselaggregaten erzeugt werden. Wärme wird mittels Flüssiggas erzeugt.

## Zugänge
- Von der Eng (Mautstraße) über den Hüttenweg und das Hohljoch (1794 m ü. A.), leicht, Gehzeit: 2½ Stunden
- Vom Rißtal (Mautstraße) durch das Laliderer Tal und über den Lalidersalm-Niederleger (1526 m ü. A.), leicht, Gehzeit: 3½ Stunden
- Von Hinterriß durch das Johannestal und über die Ladizalm (1573 m ü. A.), leicht, Gehzeit: 4 Stunden

## Übergänge
- Karwendelhaus über Ladizalm, Kleiner Ahornboden und Hochalmsattel, leicht, Gehzeit: 3 Stunden
- Lamsenjochhütte über Eng und Binsalm, leicht, großer Gegenanstieg, Gehzeit: 4½ Stunden
- Binsalm über Eng, leicht, Gehzeit: 2½ Stunden
- Gramaialm-Hochleger über Eng, Binsalm und Binsjoch, leicht, Gehzeit: 4½ Stunden

## Gipfelbesteigungen
- Mahnkopf (2094 m ü. A.) über das Ladizjöchl, leicht, Gehzeit: 1 Stunde
- Steinfalk (2347 m ü. A.) über das Ladizjöchl und Mahnkopf, Kletterstellen im Schwierigkeitsgrad I, markiert, Gehzeit: 2½ Stunden
- Risser Falk (2413 m ü. A.) über den Steinfalk, Kletterstellen im Schwierigkeitsgrad II, unmarkiert, Gehzeit: 3¾ Stunden
- Gumpenspitze (2176 m ü. A.) über den Lalidersalm-Hochleger und Südgrat, Kletterstellen im Schwierigkeitsgrad I, unmarkiert, Gehzeit: 2½ Stunden
- Gamsjoch (2452 m ü. A.) über Lalidersalm-Hochleger, Gumpenjöchl und Südflanke, mittel, Gehzeit: 4 Stunden
- Zahlreiche schwere Klettereien in den Nordwänden der Laliderer Wand und Laliderer Spitze, zum Beispiel die Herzogkante oder die Lali Pause

## Karten
- Alpenvereinskarte Blatt 5/2 Karwendelgebirge – Mitte (1:25.000)
- Alpenvereinskarte Blatt 33 Tuxer Alpen (1:50.000)
- Alpenvereinskarte Blatt 31/5 Innsbruck und Umgebung (1:50.000)[8]